# Larrie Londin
Ralph Gallant (15 de octubre de 1943 − 24 de agosto de 1992), más conocido como Larrie Londin, fue un baterista y músico de sesión estadounidense, reconocido por su colaboración con Elvis Presley y con la banda Journey. 

## Carrera
Durante su carrera, que dio inicio en la década de 1960, fue músico de sesión de una gran cantidad de artistas y bandas, entre los que destacan Diana Ross, The Temptations, The Four Tops, Wilson Pickett, Lionel Richie, Albert Lee, Chet Atkins, Journey y Steve Perry. Además trabajó en una gran cantidad de sesiones de estudio y en vivo de Elvis Presley. Sustituyó durante un año al baterista Ron Tutt en la banda de Presley, por lo que se le pudo ver en los dos últimos conciertos de Elvis antes de su muerte. Formó parte del selecto grupo de músicos de sesión conocidos como The Nashville A-Team.
El 24 de abril de 1992 Londin sufrió un infarto y colapsó. El 24 de agosto del mismo año, tras pasar cuatro meses en coma, Londin falleció en Nashville, Tennessee, a los 48 años.

## Discografía

### Con Steve Perry
- Street Talk (1984)

### Con Journey
- Raised on Radio (1986)

#### Sencillos con Journey
- "Be Good to Yourself" (1986)
- "Suzanne" (1986)
- "Girl Can't Help It" (1986)
- "I'll Be Alright Without You" (1986)